# Szynszyloszczurowate
Szynszyloszczurowate (Abrocomidae) – rodzina ssaków infrarzędu jeżozwierzokształtnych w rzędzie gryzoni (Rodentia). 

## Zasięg występowania
Rodzina obejmuje gatunki zamieszkujące tereny Ameryki Południowej od południowego Peru do północnych rejonów Chile. 

## Charakterystyka
Szynszyloszczurowate są z wyglądu nieco podobne do szynszyli. Podobieństwo znalazło odzwierciedlenie również w używanych nazwach (ang.) Chinchilla rats, oraz (hiszp.) chinchillones. Mimo podobnej do szynszyli srebrzysto-szarej sierści, korpus ciała wykazuje kształt zbliżony do szczura.
Prace genetyków wskazują na prawdopodobieństwo pokrewieństwa raczej z rodziną Octodontoidea niż do szynszyli czy wiskacza. Wzór zębowy: I {\displaystyle {\tfrac {1}{1}}} C {\displaystyle {\tfrac {0}{0}}} P {\displaystyle {\tfrac {1}{1}}} M {\displaystyle {\tfrac {3}{3}}} = 20. Abrocomidae są prawdopodobnie roślinożercami. 

## Systematyka
Do rodziny szynszyloszczurowatych należą następujące występujące współcześnie rodzaje:
- Cuscomys Emmons, 1999 – kuskoszczur
- Abrocoma Waterhouse, 1837 – szynszyloszczur

Opisano również gatunki wymarłe:
- Protabrocoma Kraglievich, 1927[11]
- Protacaremys Ameghino, 1902[12]
- Spaniomys Ameghino, 1887[13]